# Гельмут Мельманн
Гельмут Мельманн (нім. Helmut Möhlmann; 25 червня 1913, Кіль — 12 квітня 1977, Прін-ам-Кімзе) — німецький офіцер-підводник, корветтен-капітан крігсмаріне. Кавалер Лицарського хреста Залізного хреста.

## Біографія
1 квітня 1933 року вступив на флот. Служив на легкому крейсері «Нюрнберг» та міноносці «Люкс». В квітні 1940 року переведений у підводний флот. Командував навчальними підводними човнами U-143 (9 грудня 1940 — 19 березня 1941) та U-52 (20 березня — 15 квітня 1941), але у бойових діях участі не брав. 22 травня 1941 року призначений командиром підводного човна U-571 (Тип VII-C), на якому здійснив 8 походів (провівши в морі загалом 341 день), в основному в Північну Атлантику. Найбільш успішним для Мельманна став його четвертий похід, під час якого він потопив 2 кораблі водотоннажністю 10 000 тонн.
Всього за час бойових дій потопив 7 кораблів загальною водотоннажністю 47 169 тонн і пошкодив 1 корабель водотоннажністю 11 394 тонни.
| Дата            | Назва корабля                              | Тип                   | Тоннаж | Вантаж                                                      | Екіпаж | Загинули | Країна             |
| --------------- | ------------------------------------------ | --------------------- | ------ | ----------------------------------------------------------- | ------ | -------- | ------------------ |
| 26 серпня 1941  | Мария Ульянова (безповоротно втрачений)    | База підводних човнів | 3,870  |                                                             | ?      | ?        | СРСР               |
| 29 березня 1942 | Hertford                                   | Торговий пароплав     | 10,923 | 12 103 тонни генеральних вантажів, включаючи морожене м’ясо | 62     | 4        | Британська імперія |
| 6 квітня 1942   | Koll                                       | Тепловий танкер       | 10,044 | 96 067 барелів високоякісного дизельного палива             | 36     | 3        | Норвегія           |
| 14 квітня 1942  | Margaret                                   | Торговий пароплав     | 3,352  | 4508 тонн цукру                                             | 29     | 29       | США                |
| 7 липня 1942    | Umtata                                     | Торговий пароплав     | 8,141  | 2000 тон мінеральної руди                                   | 92     | 0        | Британська імперія |
| 8 липня 1942    | J.A. Moffett, Jr. (безповоротно втрачений) | Тепловий танкер       | 9,788  | Баласт (вода)                                               | 43     | 1        | США                |
| 9 липня 1942    | Nicholas Cuneo                             | Торговий пароплав     | 1,051  | Генеральні вантажі                                          | 20     | 1        | Гондурас           |
| 15 липня 1942   | Pennsylvania Sun (пошкоджений)             | Тепловий танкер       | 11,394 | 107 500 барелів мазуту ВМС                                  | 59     | 2        | США                |

31 травня 1943 року залишив командування і був направлений на навчання у Військово-морську академію. У вересні 1943 року направлений на службу в штаб командувача підводним флотом. З грудня 1944 року командував 14-ю флотилією в Нарвіку. В травні 1945 року капітулював. У вересні 1945 року звільнений.

## Звання
- Кандидат в офіцери (1 квітня 1933)
- Морський кадет (23 вересня 1933)
- Фенріх-цур-зее (1 липня 1934)
- Оберфенріх-цур-зее (1 квітня 1936)
- Лейтенант-цур-зее (1 жовтня 1936)
- Оберлейтенант-цур-зее (1 червня 1938)
- Капітан-лейтенант (1 квітня 1941)
- Корветтен-капітан (1 квітня 1945)

## Нагороди
- Медаль «За вислугу років у Вермахті» 4-го класу (4 роки; 2 квітня 1937)
- Іспанський хрест в бронзі з мечами (6 червня 1939)
- Медаль «У пам'ять 22 березня 1939 року» (26 жовтня 1939)
- Залізний хрест
  - 2-го класу (16 листопада 1939)
  - 1-го класу (1 грудня 1941)
- Нагрудний знак есмінця (квітень 1940)
- Нагрудний знак підводника (1 грудня 1941)
- Лицарський хрест Залізного хреста (16 квітня 1943)
- Хрест Воєнних заслуг 2-го класу з мечами (20 квітня 1944)
- Фронтова планка підводника в бронзі (16 вересня 1944)